# きゅうくらりん
「きゅうくらりん」は、いよわ feat. 可不による楽曲である。作詞、作曲、編曲、イラスト、動画すべてをいよわが制作しており、可不に歌唱させた楽曲である。同曲は、いよわの代表曲として知られている。
2021年8月29日にYouTubeおよびニコニコ動画に投稿され、同年9月4日に各種音楽配信サービスにてリリースされた。2021年12月22日には、アルバム『わたしのヘリテージ』に収録された。

## リリース
音楽的同位体 可不は、2021年7月7日にリリースされた、バーチャルシンガー・花譜の歌声をもとに開発された音声合成ソフト CeVIO AIの歌声ライブラリである。「きゅうくらりん」は同ライブラリのリリースから日の浅いうちにリリースされた楽曲である。いよわはこのことについて、2024年のインタビューにおいて「新発売のおもちゃを買ってもらった子供の気持ちというか、いち早く触ってみたくなる」、「（リリースから時間が経過すると他者の楽曲に影響されてしまうため）最初に声から受けた自分のそのままのイメージをより新鮮な状態で形にしたい」と語っている。
2021年12月22日には、「きゅうくらりん」はアルバム『わたしのヘリテージ』に収録された。河野咲子の論じるように、同曲は「アルバムで最もポピュラーな一曲」となっており、ひいてはいよわの代表曲、あるいは最大のヒット曲として知られている。

## 楽曲

### サウンド
本楽曲のコード進行は「シンプル」かつ「力強い」ものであり、メロディはポップなものと評されている。いよわ本人によると、無自覚ながらナムコオリジナル「そつおめしき」の影響も受けている。杉山仁は、同曲は「天然のゆらぎを持つ可不≒花譜の声を活かすような雰囲気」に仕上げられていると論じる。一方で、同曲の音数自体は非常に多く、リズムのクオンタイズもあまりされていない。また、言稿は、同曲においてまず印象に残るのは「あらかじめ64kbpsの.mp3で非可逆的に損なわれている、かのよう」な、「転載されつくしたミーム・イメージのようにガビ付いた音質」であると論じる。
Flatは、同曲イントロの「おそらくコーラスのようなエフェクトを使って過剰にピッチを揺らす」シンセサイザーは、いよわの楽曲に一般にみられる音楽性として、特徴的な部分のひとつであると論じている。横川理彦はイントロのシンセフレーズに加え、ピアノの生演奏、逆回転の多用、転調の多さといった要素に着目し、同曲には「『いよわ』の特徴が詰め込まれている」と論評している。また、ヲノサトルは、同曲の「細かく刻み続ける木琴のような音」は「プログラミングだからこそ実現できるサウンド」であり、いよわの音楽の特徴のひとつである単位時間あたりの情報量の過剰さを印象づけるものであると述べている。栞にフィットする角も同曲の「マリンバとひょろひょろと奇妙な和音を鳴らすシンセ」および「これら二つの逆再生音」に着目し、これらの要素は「明るさの中に不穏なムードを放つ」効果をもたらし、同曲を「ポップさと異質さを並立させるいよわのソングライティングの一つの到達点」たらしめていると評価している。この不協和音について、作曲家のトイドラは、同曲の和音は「同時に鳴らしてはいけない音」を「あえて鳴らしている」ものであると指摘している。いよわ本人はこれを、特定のフレーズを弾こうとして指が違うところに触れて半音上がるようなことがあっても、良いと感じたら採用し、数を録ることでその中から面白いと思ったものを選択している、と説明している。Flatも、同曲においては「不協和な上物」が「キャッチーなメロディやコード進行の力強さ」によりまとめられることで「ポップスとしての秩序が保たれている」と評価している。
杉山は同曲における「コロコロと忙しない音や不協和音、浮遊感のあるシンセ、逆再生風のエフェクト」といった、同曲に用いられる実験的な音は、歌詞とも調和していると評価している。栞にフィットする角は、ドラムンベース的なリズムを刻みつつも軽い音色のドラムに着目し、「軽やかな疾走感の中で、不穏な内申を暗示させるように16分音符の塊で鳴らされるキックの不気味さ」を際立たせる効果があると論じている。namahogeは、同曲の「けたたましく鳴り続ける目覚まし時計の再現や、ハーフ・テンポの進行を唐突な一拍の無音でリセットする仕掛け」といったサウンド的特徴は、「強制的に夢から引き剥がされる朝の情景を⸺つまり物語上の時間への介入を⸺、きわめて音楽化されたかたちで再現している」ものと論じる。言稿によれば、同曲の「破綻している、が破綻しきっていない」調性やリズムは、シンプルであるはずの同曲のコード進行に複雑な感触を付与するものであり、こうした同楽曲の構成は、「繰り返しアラームが鳴るたびごとに、なにかが取り返しがつかないほどに失われつつある」という物語性を感じさせるものである。これらの要素により、本作は「グリッチ・デザインの探求」が大成した作品であると評される。

### 歌詞
杏藤心娃の言葉を借りるならば、同曲には可愛さのある曲調の中に「歌詞も曲を深掘りすればするほど聴き方や捉え方が変わる」物語性が込められており、歌詞の内容については、ファンにより様々に考察されている。こうした「考察文化」はほかのいよわの楽曲にもみられるものである。たとえば、同曲はゲーム『ドキドキ文芸部!』のオマージュであり、同ゲームに登場するキャラクターのサヨリがテーマとなっているという考察が存在する。
河野咲子は、「あなたの右どなり／わたし　きゅうくらりん」という歌詞は、曲調とともに微笑ましいラブソングであるかのような印象を与え、「きゅうくらりん」という擬態語は「少女の抱く『あなた』への恋心が仄めかされた」ものであるかのように受け取られるものであると論じる。だが曲が進み、同じ旋律が繰り返されるたびに「きゅうくらりん」は言い換えられて、暗さを帯びてゆく。そして、曲の末尾にいたるとき、この擬態語は似た音のかたちを保ったまま「ちゅうぶらりん」へと変貌する。「最後見たのはそんな夢」に続くこの表現は縊死を示唆するとされる。河野は、この歌詞の物語について、少女が抱える虚無感を作中の「あなた」から隠蔽しようと試みるものの、それが希死念慮に直結してしまう、と説明している。
河野はまた、「あなたが知ってしまう」という歌詞は少女が想う「あなた」だけでなく聴き手にも該当しており、曲の意味を知ってしまうことにも言及していることを指摘している。すなわち、「明るい歌いぶりで糊塗されていた歌詞の大部分が、少女をさいなむ虚ろさにまつわる発話であったことが明らかになる」という同曲の歌詞の仕掛けは、視聴者に謎解きの快楽を与えるものである一方で、作品に潜まされた内心を読み取ろうとする消費の行為のむなしさを演出するものでもあり、「読むことについての冷やかな態度を隠し持っている」と論じている。ライターのゆとりーなは、同曲は全体としては失恋をテーマとした曲であり、最後の「ちゅうぶらりん」は恋い慕う相手を諦めきれない、主人公の気持ちを表すものであろうと論じている。

### ミュージックビデオ
ミュージックビデオ（MV）では、歌詞よりも先に、目覚まし時計および女子学生のような装いの少女の姿が登場する。このアートワークは、ほかの多くのいよわの楽曲と同様に、いよわ本人が手掛けたものである。楽曲世界で登場する「住人」は「いよわガールズ」と総称される。本楽曲でいよわガールズとして登場する少女（歌詞上では「わたし」）は、設定画によれば「くらりちゃん」と名付けられており、髪型は内巻きで寝グセ気味、右側にリボン型、左側に花型のピンクの髪留めを3つずつ留めている。
難波優輝の論じるところによれば、MV中で「くらりちゃん」は「片想いのなかで期待と絶望を行き来する、注意散漫で動き回る思考を歌うキャラクタ」として表現されており、「ずれと遅延と混濁」からなるサウンドの特質を肉付けするようにふるまう。同MVにおいては「声、アニメーション、楽音、演出、映像、編集が互いに相互作用」することによって「くらりちゃん」の情動の不安定さが表現される。難波によれば、こうした演出には視聴者にキャラクターの心情について深く知りたいと思わせ、「考察」に駆り立てる効果がある。
「くらりちゃん」が上から降ってきて左にスライドしながら重なり連なっていくアニメーションは、「きゅうくらりん」で最も印象に残る演出であり、「ひたすらに引用、オマージュされ続ける」特徴的な部分である。この演出において、「くらりちゃん」は異なるポーズを取りながら落下していく。7つのイラストを通じ、総体として「くらりちゃん」は「食パンを口に加えてから食べ終えて、おそらくは時間を確認し、焦った表情をして、走り出すと、何かに、あるいは誰かに向かって片手を挙げて合図し、最後には間に合ったかのように額の汗を拭っている」ふるまいを見せるが、ポーズとポーズの間には一定の時間間隔が挟まれるため、その動作に連続性を感じることはほとんどできない。米原将磨によれば、この次の動作が予測できない演出により、視聴者はキャラクターのポーズのつながりではなく「落下のイージングとバウンス」に注目させられ、イラストが同じような動作で落下することを期待する。この演出は「慌てているキャラクタのペルソナ」だけでなく、「ドタバタとした曲のペルソナ」を強調する。また、サビにおける同様の演出は、「歌のリズムと完全に同期し、恋心を抱くキャラクタの急き立てるような不整脈な情動」を表す。
米原は、上記のアニメーションにおけるイージングとバウンスを利用した演出の技術的容易さには、MVの二次創作（#二次創作）を促進する効果があったと論じる。すなわち、連続的な手描きアニメーションを制作するのとは異なり、再現がしやすいため、キャラクターのイラストを自身に置き換えたリリックビデオのカバーが多く作られたと考えられる。

## 反響

### チャート
2021年9月5日にはニコニコ動画で殿堂入りを果たした。また、YouTubeでは2022年6月19日までに1000万再生を突破し、2024年1月19日に5000万再生を上回った。
2023年8月23日に公開されたBillboard JAPAN「ニコニコ VOCALOID SONGS TOP20」では、首位を獲得した。このチャートが2022年12月7日に始まって以来、2023年12月27日発表のチャートまで、2023年8月9日発表分をのぞいた全ての週でチャートインしている。横川はこのチャートインについて、歌唱に可不を起用し、独特の震えやあどけなさが大きな魅力となったため、と論じている。また、2023年7月3日 - 7月9日集計の、Billboard JAPAN Heatseekers Songsでは7位になっている。
本楽曲は2021年にリリースされた楽曲にもかかわらず、2024年でも「ニコニコ VOCALOID SONGS TOP20」にチャートインしているロングヒットであり、Billboard JAPAN による「年間ニコニコ VOCALOID SONGS」では2023年3位、2024年9位となっている。2025年4月2日には、チャートが集計され始めて初めて、通算100週目のチャートインを果たした。
| 回  | 公開日         | 順位 | 集計期間                        | 出典   |
| --- | -------------- | ---- | ------------------------------- | ------ |
| 1   | 2022年12月7日  | 14位 | 2022年11月28日 - 2022年12月4日  | [ 45 ] |
| 2   | 2022年12月14日 | 13位 | 2022年12月5日 - 2022年12月11日  | [ 47 ] |
| 3   | 2022年12月21日 | 8位  | 2022年12月12日 - 2022年12月18日 | [ 49 ] |
| …   |                |      |                                 |        |
| 37  | 2023年8月23日  | 1位  | 2023年8月14日 - 2023年8月20日   | [ 50 ] |
| …   |                |      |                                 |        |
| 41  | 2023年9月20日  | 2位  | 2023年9月11日 - 2023年9月17日   | [ 52 ] |
| 42  | 2023年9月27日  | 2位  | 2023年9月18日 - 2023年9月24日   | [ 54 ] |
| …   |                |      |                                 |        |
| 54  | 2023年12月20日 | 2位  | 2023年12月11日 - 2023年12月17日 | [ 56 ] |
| 55  | 2023年12月27日 | 2位  | 2023年12月18日 - 2023年12月24日 | [ 57 ] |
| …   |                |      |                                 |        |
| 83  | 2024年10月30日 | 14位 | 2024年10月21日 - 2024年10月27日 | [ 58 ] |
| …   |                |      |                                 |        |
| 100 | 2025年4月2日   | 18位 | 2025年3月24日 - 2025年3月30日   | [ 59 ] |
| 101 | 2025年4月9日   | 14位 | 2025年3月31日 - 2025年4月6日    | [ 61 ] |
| 102 | 2025年4月16日  | 12位 | 2025年4月7日 - 2025年4月13日    | [ 63 ] |
| 103 | 2025年4月23日  | 17位 | 2025年4月14日 - 2025年4月20日   | [ 65 ] |

### ほかのアーティストへの影響
ボカロPである原口沙輔は、2021年頃に自分と近しい作家やクリエイターが揃って「凄い曲がある」と本楽曲のリンクを貼っていたことを覚えている、というエピソードを語っている。同曲を初めて聴いた際の印象を「予想の斜め上などではない。逆位相になっているくらいのインパクトだ。」と表現している。また、その時期のボーカロイド観について「若々しいものや難しい技巧を取り入れたアカデミック寄りなもの、これでもかと言うほどおしゃれでたまらないもの」が多かったが、本楽曲はその中で「その時足りなかったもの」であったと評しており、その経験をきっかけに面白くないと感じていたポップスを面白く感じたと語っている。それに加え、もう一度だけポップスに寄った作品を制作してやろうと思い、「人マニア」の制作のきっかけになったことを明かしている。
バーチャルYouTuber（VTuber）の名取さなは、いよわを初めて知ったのは本楽曲であるといい、VTuber仲間と「なんかすんごい曲がある」という話をしていたエピソードを語っている。また、自身のオリジナル楽曲の制作の際に、イベントコンセプトも踏まえていよわに依頼することにしたと語っている。イラストレーターのしぐれういも、同曲がいよわの作品との出会いであったと語っており、かわいいのにゾクッとするような不思議な音作りと可愛らしい絵柄に虜になったと語っている。

### 二次創作
MADムービーなどの二次創作も制作されており、『Minecraft』の音ブロックを用いて本楽曲を再現した2021年11月11日のYouTube動画「音ブロックで 『きゅうくらりん』」や、2022年3月3日にYouTube上で公開されたリズム天国MAD動画『きゅうくらりん / いよわ feat.可不 【リズム天国MAD】 』については、いよわ本人も言及している。2023年2月19日にニコニコ動画にアップロードされた水咲(みさき)による動画『Winくらりん.exe』は、本楽曲のミュージックビデオを Windows 上の実行ファイルで再現したもので、反響を呼んだ。
本楽曲は、リリース以降多数の「歌ってみた」動画（カバーリリックビデオ）が公開されている。2022年8月17日に配信リリースされた超学生によるカバーや、2023年7月17日にナナヲアカリによって投稿されたカバーのほか、VTuberを中心としたカバーの制作が行われている。天宮こころをはじめとして、壱百満天原サロメや星街すいせい、藍月なくる、湊あくあや百鬼あやめ、アルス・アルマル、星川サラ、猫汰つななど多くのVTuberがカバーしており、「歌ってみた」動画のスタンダード・ナンバーとなっている。特に、星街によるカバーは、ホロライブによる歌ってみた動画の中で2024年の再生数が3位となっている。魔界ノりりむは、気分が沈んでいるときによく視聴する曲として「きゅうくらりん」を挙げており、同様にカバー動画を公開している。
他のボーカロイドやVOICEROIDを用いたカバーも見られ、ハチナナの調声によるついなちゃんのカバーなどがある。

### ゲームへの実装
2023年1月12日には株式会社セガの開発する『チュウニズム』に実装された。
2023年7月3日には同じくセガの開発するリズムゲーム『プロジェクトセカイ カラフルステージ! feat. 初音ミク』に収録された。2024年3月21日には「きゅうくらりん / MORE MORE JUMP! × MEIKO」（セカイver.）のフルサイズ2DミュージックビデオがYouTube公式チャンネル「プロジェクトセカイ カラフルステージ! feat. 初音ミク」にて公開された。
2024年3月13日にはバンダイナムコアミューズメントのアーケードゲーム『太鼓の達人』のアップデートで楽曲追加された。
同年3月21日には、次世代ガールズバンドプロジェクト『BanG Dream!』およびブシロードのゲーム『バンドリ! ガールズバンドパーティ!』のバンド「ハロー、ハッピーワールド!」によるカバーが配信リリースされ、同年10月30日にリリースされたアルバム『バンドリ！ ガールズバンドパーティ！ カバーコレクションVol.9』にも収録された。
2025年2月5日にはLink!Like!ラブライブ！に、藤島慈（声：月音こな）によるカバーが実装された。
2025年4月19日には『ワールドダイスター 夢のステラリウム』に収録され、石見舞菜香が声優を務める鳳ここながカバーした。